# Hrvatska narodna zajednica
Hrvatska narodna zajednica (HNZ) jest politička stranka koju je u Bosni i Hercegovini, tada u sastavu Austro-Ugarske, godine 1910. osnovao dr. Ivo Pilar, s ciljem zastupanja hrvatskog stanovništva na izborima za Bosanski sabor 1910.

## Stranka u Austro-Ugarskoj
Austrougarske državne vlasti nisu držale poželjnim organiziranje starčevićanske stranke pod pravaškim imenom. Stoga je skupina domoljubnih intelektualaca utemeljila Hrvatsku narodnu zajednicu (HNZ), koja je imala ulogu etablirati pravaštvo u Bosni i Hercegovini. HNZ su podupirali franjevci, seljački stalež te nisko obrtništvo. Stranku je predvodio dr. Nikola Mandić, a od ostalih odličnika se ističu dr. Ivo Pilar, Safvet-beg Bašagić, književnik Hamid Ekrem Sahinović, Jozo Sunarić. Imali su i pomoć i od zemaljskog poglavara BiH baruna Stjepana Sarkotića. HNZ se zalagao za suradnju katolika i muslimana – nasuprot sarajevskomu nadbiskupu Stadleru – te za ujedinjenje Banske Hrvatske i Bosne i Hercegovine, kao treće federalne jedinice u Monarhiji. Pilar i njegovi pristaše su ranije blisko surađivali s nadbiskupom Stadlerom i njegovom Hrvatskom katoličkom udrugom, ali su se od nje odvojili jer je inzistiranje na ujedinjenju BiH s Hrvatskom izazvalo otpor muslimanskih i srpskih političara okupljenih u MNO-u i SNO-u. Pilar je Stadleru zamjerao "pretjerani" katolicizam, iako su kasnije, u vrijeme I. svjetskog rata opet surađivali, a zajedno su bile i dio Svepravaške organizacije (1911. – 1913.).
HNZ je na izborima 1910. godine pobijedio među hrvatskim glasačima, osvojivši 12 od 16 predviđenih katoličkih mandata. No izbijanjem Prvoga svjetskog rata i propasti Austro-Ugarske nastaju nove okolnosti. Stvaranjem najprije Države SHS te konačno Kraljevine SHS, pod velikosrpskom dominacijom, prestaje rad HNZ-a.

## Obnova stranke i ponovno gašenje
Stranka ponovo djeluje od devedesetih godina 20. st. Predsjednik joj je dr. Milenko Brkić,  a sjedište u Mostaru. Promijenila je razna politička stajališta, od protivljenja HDZBiH-u, do koalicije s njima (za izbore 2002. i 2006.). 
U veljači 2010. najavljuje se da su predsjednici triju hrvatskih stranaka, Hrvatske stranke prava Bosne i Hercegovine Zvonko Jurišić, Hrvatske narodne zajednice Milenko Brkić i Hrvatskog zajedništva Herceg-Bosne Petar Milić u Mostaru potpisali sporazum o ujedinjavanju tih triju stranaka i da će ubuduće nastupati pod zajedničkim imenom Hrvatske stranke prava (HSP BiH, HNZ, HZH-B), ali će i dalje postojati kao pravni subjekti. Naime potpisivanjem sporazuma nije provedeno formalno-pravno ujedinjenje triju stranaka, već da će se ono dogoditi na utemeljiteljskom saboru, koji će se, kako je rečeno, održati uskoro. Dotada će stranku voditi Predsjedničko vijeće, koje ima osam članova, četiri iz HSP-a, dva iz HNZ-a i dva iz HZH-B-a. Predsjednik mu je Zvonko Jurišić, a dopredsjednici Milenko Brkić i Petar Milić. Slijedom toga je u svibnju 2010. Predsjedničko vijeće donijelo odluku da će prijaviti na opće izbore za sve razine vlasti 3. listopada 2010. kao zajednička i udružena  Hrvatska stranka prava Bosne i Hercegovine – HSP BiH. Zanimljivost je što ta stranka na izbore 2010. izlazi u koaliciji s HDZ-om 1990, a protiv HDZBiH-a, tako da se HNZ, zapravo, vraća na svoja početna politička stajališta.

## Također pogledajte
- Pravaštvo u Bosni i Hercegovini